# Le sfide della vita
Le sfide della vita (The Trials of Life) è una serie di documentari naturalistici della BBC scritta e presentata da David Attenborough, trasmessa nel Regno Unito dal 3 ottobre al 19 dicembre 1990.
La serie, che ha come argomento principale il comportamento animale, è la terza parte della trilogia (iniziata con La vita sulla Terra) che offre una panoramica più ampia della Natura; i successivi programmi di Attenborough, invece, hanno avuto come oggetto argomenti più specifici. Ognuno dei dodici episodi di 50 minuti presenta un tema diverso del ciclo vitale, dalla nascita all'età adulta e alla perpetuazione della specie attraverso la riproduzione.
La serie venne prodotta in collaborazione con la Australian Broadcasting Corporation e la Turner Broadcasting System Inc., con produttore esecutivo Peter Jones e musiche composte da George Fenton.
Parte della serie di programmi Life di Attenborough, è preceduta da Il pianeta vivente (1984) e seguita da Life in the Freezer (1993).

## Riprese
La serie richiese tre anni e mezzo di riprese, durante i quali Attenborough percorse quasi 375.000 chilometri in giro per il mondo. Il team di produzione cercò di spingersi oltre i confini della realizzazione di documentari di storia naturale, sulle tracce dei progressi fatti in Il pianeta vivente, e affrontò per la prima volta molte nuove sfide.
La realizzazione della sequenza degli scimpanzé a caccia di colobi fu possibile solamente grazie agli studi effettuati da Edwige e Christophe Boesch, che avevano trascorso cinque anni studiando questi primati nelle foreste della Costa d'Avorio in Africa occidentale.
La troupe fu anche in grado di filmare l'interno di un bivacco di formiche legionarie a Panama grazie all'utilizzo di un endoscopio medico. Inoltre, un nuovo tipo di obiettivo per telecamera permise di filmare delle formiche tagliafoglie in primo piano ingrandito proprio di fronte ad Attenborough - con entrambi i soggetti perfettamente a fuoco. Ciò dà l'illusione che questi insetti siano molto più grandi delle loro dimensioni reali.
Per filmare i momenti salienti nella vita di un branco di elefanti fu necessaria l'esperienza di Cynthia Moss, che aveva dedicato 25 anni allo studio di questi animali in Kenya. Grazie alle sue conoscenze, fu in grado di consigliare al team di produzione quali fossero i momenti giusti per filmare eventi specifici.
La troupe aveva solamente una possibilità per riprendere uno stormo di 60.000 limicoli che sorvolava la testa di David Attenborough nel Norfolk, e a tal fine furono arruolati degli esperti della RSPB che fossero in grado di prevedere la loro traiettoria di volo. Al contrario, le ghiandaie della Florida non avrebbero potuto essere più cooperative: dal momento che il particolare gruppo di uccelli che era stato filmato era stato studiato da vicino ed era abituato alla presenza dell'uomo, un esemplare si posò sulla mano di Attenborough proprio al momento giusto.
Filmare l'interno di un termitaio si rivelò particolarmente impegnativo per Attenborough: l'ingresso era così stretto che si poteva riprendere solamente in una direzione. Il naturalista, quindi, doveva strisciare lentamente all'indietro fuori dall'obiettivo quando venivano effettuate le riprese.
Tra i comportamenti filmati per la prima volta ricordiamo la sequenza successivamente selezionata per illustrare la copertina del cofanetto DVD della serie: quello di un'orca che si avventa su una colonia di leoni marini su una spiaggia della Patagonia e che «gioca» con la sua giovane preda prima di consumarla. Per riprendere la scena gli operatori dovettere correre non pochi rischi, in quanto si trovavano in acqua a pochi metri da questi animali per potere ottenere dei primi piani dell'attacco.

## Episodi
(Parole di apertura di David Attenborough)

### 1. «Nascere» (Arriving)

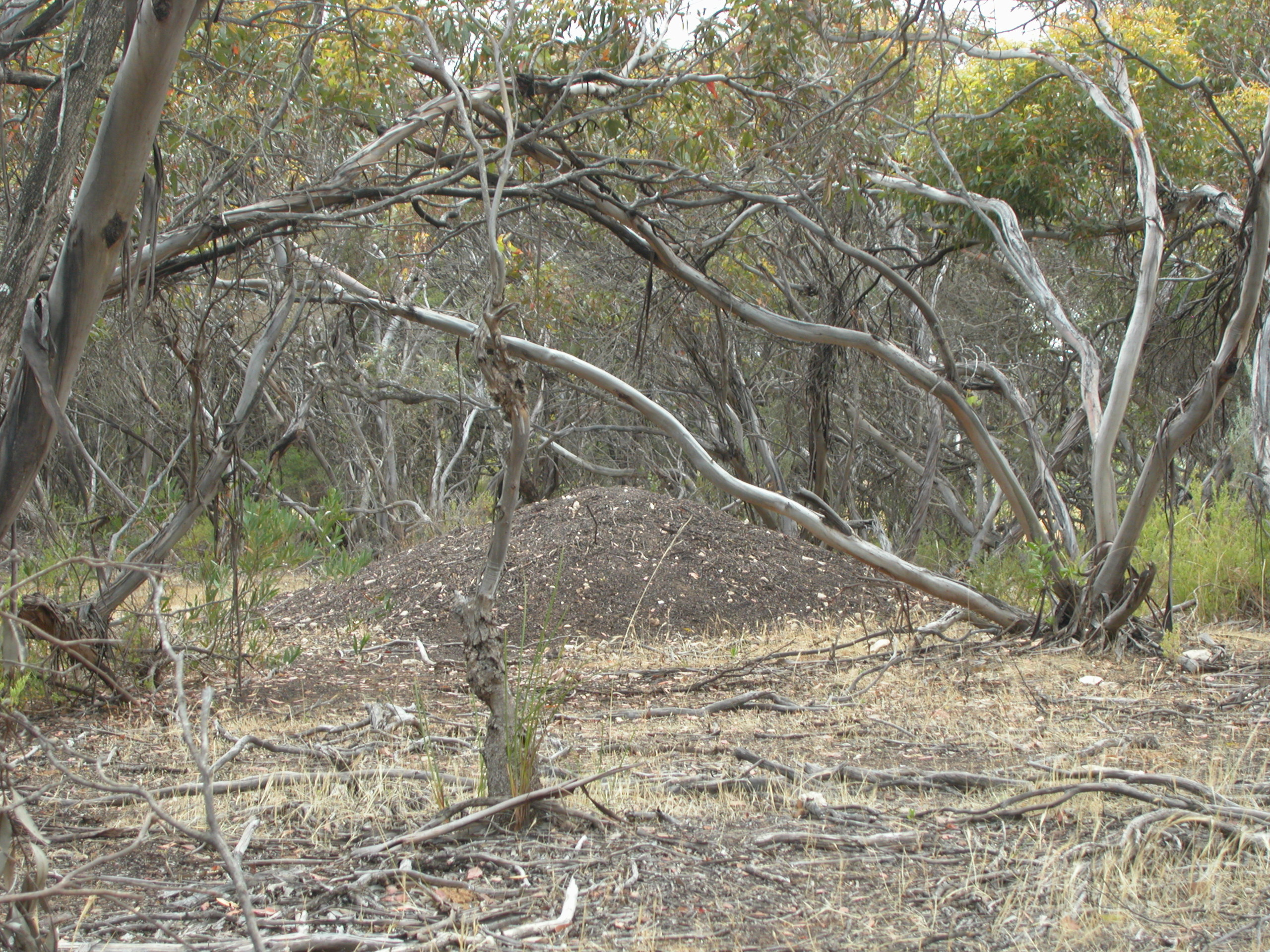
Il fagiano australiano (Leipoa ocellata) depone le uova in un enorme cumulo di sabbia.

Trasmesso il 3 ottobre 1990 (il 30 giugno 1992 in Italia), il primo episodio esamina i vari modi con cui le creature vengono al mondo. Attenborough inizia illustrando la deposizione annuale dei granchi rossi dell'isola del Natale, che si stima siano circa 120 milioni. La pratica è tanto più pericolosa in quanto questo granchio è una specie terrestre e deve depositare le sue uova in mare - dove gli animali più antichi del pianeta vivono e si riproducono ancora. Uno dei produttori acquatici di uova più prolifici è la tridacna gigante, ma anche alcuni animali terrestri ne depongono grandi quantità, tra cui la mantide. Negli Stati Uniti occidentali, Attenborough osserva una vespa che scava una tana, ne nasconde l'entrata e vi immagazzina dentro bruchi freschi per i piccoli che nasceranno. Le larve di un'altra specie di vespa iniziano la loro vita all'interno di bruchi e mangiano gli ignari ospiti. I problemi degli animali di maggiori dimensioni sono illustrati dalle oche delle nevi dell'Artico, che devono difendere le loro uova dalle volpi artiche. Il processo dello sviluppo embrionale all'interno dell'uovo, dalla deposizione alla schiusa, viene mostrato nel dettaglio. Il fagiano australiano riscalda le sue uova con foglie marcescenti, e Attenborough dimostra la cura con cui l'uccello regola la temperatura all'interno del nido aggiungendo sabbia al cumulo che lo ricopre - prendendo anche un po' di sabbia in faccia scagliata dal fagiano tornato a rimuovere la quantità in più. Il pidocchio di mare è un crostaceo che si suicida: lo sviluppo delle larve comporta un tale consumo energetico alla madre che questa muore dopo la nascita. Tra i mammiferi che partoriscono piccoli completamente sviluppati vengono mostrati gnu, antilopi, leoni marini e cincillà.

### 2. «Crescere» (Growing Up)
Trasmesso il 10 ottobre 1990 (il 7 luglio 1992 in Italia), questo programma descrive i modi in cui varie specie si prendono cura dei loro piccoli. Attenborough definisce l'infanzia come un periodo in cui le varie specie devono affrontare due sfide: crescere e sopravvivere. Il naturalista punta l'attenzione sull'elefante marino, un animale la cui infanzia è compressa in pochi giorni, in quanto viene abbandonato dalla madre dopo sole tre settimane e lasciato solo per un periodo che può raggiungere gli otto mesi, durante i quali diviene grande abbastanza da poter nuotare. Per le sterne, la sicurezza sta nel numero, dal momento che i vari membri dello stormo collaborano per cacciar via i gabbiani malintenzionati. Le oche delle nevi della Russia artica mostrano una grande devozione alla propria prole mentre accompagnano i propri piccoli a piedi verso la costa, a circa 50 chilometri di distanza. Gli scorpioni trasportano i loro piccoli sul dorso, mentre la madre toporagno li lascia al sicuro sotto una pietra mentre va in cerca di cibo. Gli edredoni condividono tra loro la responsabilità dell'allevamento della prole: le femmine sorvegliano regolarmente gli anatroccoli degli altri membri del gruppo. Il marà è un altro animale che utilizza un sistema di crèche, così come il pipistrello, le cui nursery possono comprendere anche un milione di piccoli. La ghiandaia della Florida mette in atto un complesso sistema di allevamento dei piccoli noto come riproduzione comunitaria, in cui i giovani rimangono come aiutanti nel nido dei loro genitori. Tale comportamento è presente su scala più ampia presso gli elefanti, dove tutte le femmine di un branco collaborano all'allevamento di un singolo piccolo. L'infanzia degli scimpanzé è piuttosto complicata dal punto di vista sociale, in quanto ogni individuo deve imparare come comportarsi nei confronti degli altri, oltre a padroneggiare l'uso degli strumenti. Gli albatri, d'altro canto, devono imparare a volare al più presto possibile - come mostrano le riprese di vari giovani che finiscono tra le fauci degli squali tigre.

### 3. «Alla ricerca del cibo» (Finding Food)
Trasmessa il 17 ottobre 1990 (il 14 luglio 1992 in Italia), questa puntata è dedicata ai modi in cui gli animali si procurano il nutrimento necessario. Attenborough inizia nella foresta pluviale sudamericana, dove malgrado la proliferazione di vita animale e vegetale non è necessariamente facile trovare cibo. Alcune foglie sono velenose, e quindi gli animali che le mangiano devono stare attenti. Altre piante usano il cibo (o il nettare) come mazzetta per trasportare il loro polline, e alcune specie di colibrì hanno sviluppato relazioni esclusive con alcune di loro. Le piante offrono anche la frutta, nuovamente per soddisfare i loro bisogni di riproduzione, e creature come le scimmie scoiattolo mangiano poco altro. Pappagalli e are assumono caolino come antidoto alla loro dieta di semi tossici. Attenborough osserva un immenso stormo di 60.000 piovanelli maggiori e piovanelli pancianera che approfittano improvvisamente dell'arrivo della bassa marea per nutrirsi dei minuscoli molluschi che dimorano nel fango. I barracuda vanno a caccia di piccoli pesci, e guidano i banchi all'interno di baie, dove subiscono l'attacco da parte dei pellicani, che a loro volta sono assediati dai gabbiani che cercano di rubare loro le prede catturate. Una specie di geco è in grado di distinguere tra le termiti operaie e le più pericolose termiti soldato. La tela del ragno tessitore costituisce uno dei dispositivi di cattura del cibo più eleganti, ma il filmato analizza in dettaglio anche i metodi di caccia di altre due specie, il Nephila e il visitatore cleptoparassita delle sue tele, l'Argyrodes. Infine, i fetonti, con il gozzo pieno di cibo, ritornando verso i loro nidi, vengono assaliti in volo da un gruppo di fregate, con lo scopo di farli rigurgitare i pesci che stanno trasportando.

### 4. «Cacciatori e prede» (Hunting and Escaping)

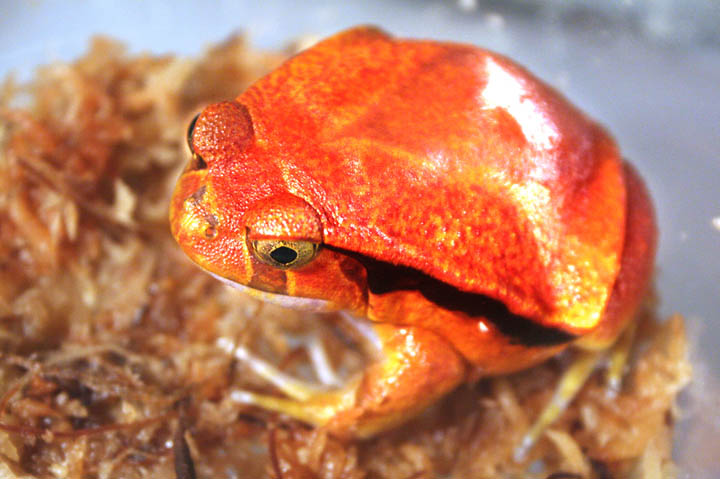
Se minacciata, la rana pomodoro (genere Dyscophus) secerne una sostanza tossica.

Trasmesso il 24 ottobre 1990 (il 21 luglio 1992 in Italia), questo episodio ha per protagonisti gli animali che cacciano altre creature e i sistemi per evitare la cattura. Attenborough viene assalito da una coppia di stercorari dopo essersi avvicinato al loro nido: ciò dimostra il comportamento aggressivo di questo particolare uccello, sia quando va in cerca di cibo che quando difende i suoi piccoli. Al largo delle coste della Patagonia, lo stesso gruppo di orche fa ritorno ogni anno nello stesso luogo per tendere imboscate ai piccoli dei leoni marini che si allontanano dalle più tranquille acque poco profonde. Dopo aver afferrato la preda, la trasportano in mare aperto e ci «giocano» per un po' prima di ucciderla. Il veleno può essere utilizzato sia come arma che come deterrente, come mostrano rispettivamente la vipera e la rana pomodoro. Alcuni animali pubblicizzano in anticipo le loro misure difensive, nel caso in cui i predatori se ne accorgano quando ormai è troppo tardi. Tra questi vi sono la moffetta, che rilascia un odore terribile, e alcune salamandre che avvertono della loro tossicità rimanendo stazionarie, con i loro segni di avvertimento ben visibili. Vengono mostrate anche alcune specie di insetto stecco e il loro elaborato camuffamento. Tuttavia, nessuno di questi metodi di protezione costituisce un problema per le formiche legionarie, che riescono a soggiogare le proprie vittime semplicemente in virtù delle loro dimensioni e del loro enorme numero. La poiana di Harris è un rapace insolito, dato che caccia in gruppo, e il filmato mostra un gruppo di sei esemplari che mette in pratica la propria abilità nel deserto del Nuovo Messico. La sequenza finale mostra la strategia e il coordinamento di una banda di scimpanzé che insegue con successo un gruppo di colobi attraverso una foresta in Costa d'Avorio.

### 5. «L'orientamento» (Finding the Way)
Trasmessa il 31 ottobre 1990 (il 4 agosto 1992 in Italia), questa puntata esplora le varie forme con cui gli animali si orientano. Attenborough inizia in Africa, al tramonto, descrivendo alcune specie che per orientarsi non fanno affidamento sulla vista. La iena maculata usa il suo acuto senso dell'olfatto come guida quando va a caccia di notte, mentre i galagoni si urinano sulle mani in modo che possano marcare perfettamente i loro spostamenti. Alcuni animali, come le salangane, i pipistrelli e i delfini di fiume, usano l'ecolocazione. Al contrario, gli elettrofori usano campi di elettricità per rilevare gli oggetti che li circondano. Durante il giorno, quando c'è luce, gli animali impiegano metodi diversi: il toporagno elefante rossiccio, con la sua rete di sentieri accuratamente ripulita, possiede una nitida immagine mentale del suo habitat - conoscendo anche le varie scorciatoie grazie alle quali può sfuggire ai predatori. Attenborough visita il Sahara per trovare una specie che compie il più lungo viaggio via terra nel mondo degli insetti: la Cataglyphis, una formica che usa la posizione del sole per riuscire a fare ritorno al proprio nido in linea retta. Le aragoste delle Bahamas marciano in colonne per sfuggire alle tempeste che agitano le acque in cui vivono. Alla ricerca di una luce solare perpetua che gli consenta di pescare, la sterna artica effettua un viaggio di 19.000 chilometri da un'estremità della Terra all'altra. L'albatro è uno dei navigatori più abili: può viaggiare fino a 1300 chilometri sul mare in cerca di cibo per i suoi pulcini, e riuscire a trovare la strada per tornare al nido. Infine, Attenborough, su una cascata in Irlanda, racconta il viaggio di 10.000 chilometri, della durata di tre anni, compiuto dalle anguille.

### 6. «Nidi e tane» (Home Making)
Trasmessa il 7 novembre 1990 (l'11 agosto 1992 in Italia), questa puntata illustra il modo in cui gli animali costruiscono i loro rifugi per difendersi dagli elementi e dai predatori. Gallerie e tane possono offrire un rifugio perfetto allo scopo, e Attenborough ispeziona la casa del cane della prateria americano, una costruzione elaborata dotata di un proprio sistema di condizionamento dell'aria. La seta è un materiale così prezioso che coloro che non riescono a produrla la rubano. Il colibrì eremita la usa per attaccare il suo nido alla superficie inferiore di una foglia, mentre l'uccello sarto indiano la utilizza per cucire insieme due foglie. Tuttavia, il vero esperto nella costruzione di nidi complessi è l'uccello tessitore, che può intrecciare perfettamente tra loro una struttura composta da oltre 1000 fili d'erba - per poi smantellarla se non riesce ad attrarre una compagna. Al castoro si deve una delle dimore più grandi del regno animale: la sua casetta di legno che si innalza dal letto di un fiume può essere tramandata da una generazione all'altra, e quindi richiede una manutenzione costante. Alcune api prive di pungiglione usano la loro cera e la resina della corteccia degli alberi per creare strutture labirintiche contenenti vari scomparti. A tal scopo alcune creature, come la vespa vasaia e alcune rondini, utilizzano il fango. Le intricate creazioni delle termiti offrono loro sicurezza, riscaldamento, aria condizionata, vivai e giardini autonomi e sistemi di igiene. Attenborough si riferisce a questa specie paragonandola ad una casalinga indaffarata, ed esplora una colonia di 4,5 metri nell'Africa occidentale contenente 1,5 milioni di insetti, strisciando proprio al suo interno per esaminarne il sistema di ventilazione.

### 7. «Vivere insieme» (Living Together)

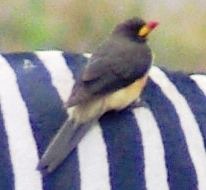
Una bufaga beccogiallo (Buphagus africanus) su una zebra.

Trasmesso il 14 novembre 1990 (il 18 agosto 1992 in Italia), questo episodio si concentra su quelle specie che cooperano e dipendono da altre (o le sfruttano). I cervi pomellati seguono gli entelli mentre viaggiano da un albero all'altro, mangiando le foglie che cadono dall'alto. In cambio, i cervi fanno da guardia quando i primati si nutrono a terra. In mare, un paguro aggiunge anemoni di mare al suo guscio al fine di proteggersi dall'attacco di un polpo, e un ghiozzo assiste un gamberetto praticamente cieco. Pulci, pidocchi e acari sono parassiti: non condividono alcuna collaborazione reciproca, ma al contrario approfittano delle altre creature per il cibo o il riparo. Tuttavia, anche i parassiti hanno i loro predatori, tra cui i fringuelli delle isole Galápagos che liberano le testuggini giganti ivi presenti dalle zecche, e le bufaghe, che fanno lo stesso per le giraffe in Africa (utilizzando perfino i loro peli per foderare i nidi). Alcuni pesci ripuliscono regolarmente gli altri: labridi e gamberetti sembrano essersi specializzati in questa direzione, così come le remore, che rimangono permanentemente attaccate ai loro ospiti. Parassiti che crescono all'interno dei loro ospiti sono i trematodi: uno di essi si sviluppa all'interno di una lumaca, essendo stato precedentemente ingerito inconsapevolmente. Dal momento che ha bisogno di trasferirsi nell'intestino di un uccello per svilupparsi ulteriormente, fa sì che la lumaca pubblicizzi la sua presenza affinché venga divorata - completando così il cerchio. Tuttavia, alcune creature microscopiche abitano lo stomaco di grandi erbivori al fine di scomporre la cellulosa presente nella loro dieta, favorendo così la loro digestione.

### 8. «Il combattimento» (Fighting)
Trasmessa il 21 novembre 1990 (il 25 agosto 1992 in Italia), questa puntata descrive in dettaglio come il combattimento - sia fisico che psicologico - venga utilizzato per impadronirsi del cibo, di un territorio o di un partner. Il conflitto per il territorio è illustrato chiaramente da un colibrì, e Attenborough ne dimostra l'aggressività posizionando un esemplare impagliato nelle vicinanze, che viene immediatamente trafitto dal becco dell'avversario. Il ciclide Amphilophus citrinellus, d'altra parte, non ha armi da sfoderare, e così usa la bocca per resistere a prove di forza. Al contrario, le zampe anteriori di un gambero mantide sono abbastanza potenti da rompere il guscio di un altro crostaceo: di conseguenza gli scontri o i corteggiamenti sono potenzialmente pericolosi. Gli animali che possiedono armi letali per catturare la preda di solito non le usano per combattere tra loro, poiché nessuna delle due parti desidera rischiare la morte. Ad esempio, un serpente velenoso mirerà a schiacciare al suolo l'avversario, piuttosto che a morderlo. Lupi e grandi felini usano in gran parte ringhi e posture del corpo per trasmettere le loro minacce. Nei combattimenti tra due zebre rivali, invece, non vi sono limiti: calci e morsi vengono assestati fino a quando non emerge un vincitore, mentre le giraffe combattono sbattendo il collo l'una contro l'altra. Due gorilla di montagna, generalmente pacifici, litigano tra loro quando il gioco sfugge di mano, e uno di loro comunica il suo panico urinando senza controllo. I grandi erbivori dotati di corna o palchi sono naturalmente inclini a usarli per affermare il loro possesso sulle femmine di una mandria. I maschi di stambecco e di alce dell'Alaska ingaggiano alcuni degli scontri più feroci - a volte fino alla morte.

### 9. «Amici e rivali» (Friends and Rivals)
Trasmessa il 28 novembre 1990 (il 1º settembre 1992 in Italia), questa puntata indaga i modi in cui quegli animali che vivono in gruppi sociali interagiscono tra loro. Alla solitaria aquila si contrappongono i cigni selvatici che giungono in Scozia dopo un viaggio di 1600 chilometri dall'Islanda. Una volta arrivati, devono combattere per il territorio con quelli già presenti, e quelli che vivono in coppie o in gruppi familiari risultano quasi sempre vittoriosi. Attenborough utilizza un gruppo di polli da cortile per spiegare il concetto dell'ordine di beccata. I cacicchi collaborano per scoraggiare i predatori, nonostante combattano anche tra loro per stabilire l'ordine gerarchico. Un branco di leoni collabora per abbattere un bufalo, e successivamente ogni esemplare attende pacificamente il suo turno per mangiare. I babbuini vivono in gruppi che possono comprendere fino a 150 individui, e la loro complessa gerarchia di dominanza viene esaminata in dettaglio. I vampiri manifestano altruismo reciproco rigurgitando il sangue ingerito ai vicini che non hanno potuto partecipare alla ricerca del cibo notturna. Le manguste nane vivono in gruppi familiari di una decina circa di esemplari. Mentre alcune vanno in cerca di cibo o dormono, altre rimangono sempre all'erta e lanciano rapidamente il grido d'allarme se necessario. Una delle collaborazioni più estreme è quella messa in pratica dall'eterocefalo glabro, in cui in ogni gruppo, di circa 80 individui, si riconoscono operai (dediti di continuo a scavare gallerie), soldati (che entrano in gioco solo quando il gruppo viene minacciato) e una singola regina, dedita solamente alla riproduzione. Le formiche tagliafoglie trasportano il loro cibo nelle profondità del terreno: sui frammenti di foglie recisi cresce un particolare fungo che converte la cellulosa indigeribile in qualcosa di commestibile, e ogni fase dell'operazione viene effettuata da una diversa casta di individui.

### 10. «La comunicazione» (Talking to Strangers)

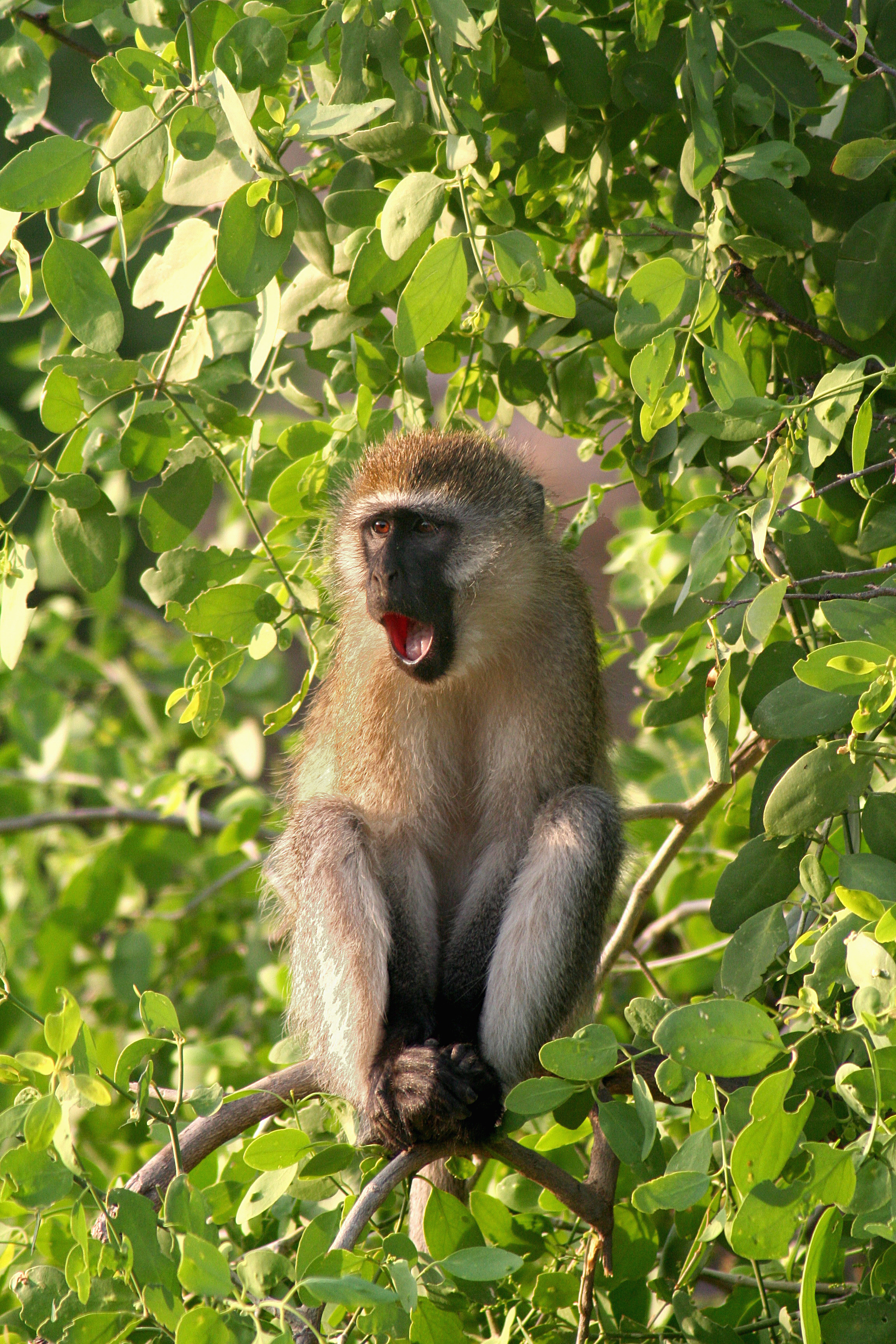
I cercopitechi verdi hanno un complesso vocabolario di segnali d'allarme.

Trasmesso il 5 dicembre 1990 (l'8 settembre 1992 in Italia), questo episodio si concentra sulla comunicazione animale. In Kenya, Attenborough accompagna il membro di una tribù locale che richiama un indicatore del miele, che a sua volta gli risponde e guida la coppia verso un alveare. L'indigeno estrae il miele e ne lascia un po' come ricompensa per l'uccello. I licaoni vanno a caccia di gazzelle e focalizzano la loro attenzione verso l'esemplare che salta meno in alto. Le allodole sfuggono allo smeriglio inviando un messaggio simile: continuando a cantare mentre vengono inseguite, comunicano all'inseguitore di essere in piena forma e quindi difficili da catturare (vedi principio dell'handicap). (Nell'80% dei casi questo risulta essere veritiero.) I richiami dei cercopitechi verdi sono tra i più complessi. I versi che emettono sono parole a tutti gli effetti: con un vocabolario per definire ognuno dei loro predatori, ciascun richiamo d'allarme emesso è specifico per una particolare minaccia. Alcune creature indicano la loro presenza tramite segnali visivi, e Attenborough osserva migliaia di lucciole che illuminano l'oscurità. I suoni viaggiano più velocemente, specialmente sott'acqua, e oltre 200 specie di pesci li usano per comunicare. A loro volta, i leoni marini sono diventati esperti nel percepire la loro presenza. Tuttavia, l'animale acquatico che fa maggior utilizzo di segnali visivi è il calamaro, che usa il cambiamento di colore e la postura per comunicare. Infine, Attenborough nuota con le stenelle maculate. Questi delfini conversano con una serie di clic ultrasonici e ognuno di essi possiede un richiamo di famiglia ereditato dalla madre: un «cognome» a tutti gli effetti. Per comunicare, tuttavia, utilizzano anche il suono normale, la postura del corpo e il tatto - in breve, contendono all'uomo il titolo di più grandi comunicatori del regno animale.

### 11. «Il corteggiamento» (Courting)
Trasmessa il 12 dicembre 1990 (il 15 settembre 1992 in Italia), questa puntata esamina i metodi impiegati per attirare un partner, in particolare quelli messi in atto dagli uccelli. Il florican minore indiano vive nell'erba alta, ed è quindi difficile da vedere. Per attirare l'attenzione, può compiere balzi in alto, sempre nello stesso punto, anche per 400 volte al giorno. Le balene cantano per attrarre potenziali partner, e i richiami delle femmine possono essere uditi dai corteggiatori anche a più di otto chilometri di distanza. Quando gli animali emettono segnali di attrazione, devono anche assicurarsi che non attirino la specie sbagliata, e a tale scopo sono dotati di colorazioni che variano in maniera considerevole. Attenborough pone l'attenzione sulle sule: ne esistono circa una mezza dozzina di specie, e vari tipi possono occupare la stessa isola. Tuttavia, la sula piediazzurri rassicura il partner che ha scelto lisciandole continuamente i piedi. Fetonti e falchi di palude si esibiscono in graziose manifestazioni aeree, mentre il pipistrello dalle ali a sacco usa un forte profumo per attirare un partner. Tra gli uccelli che effettuano le parate più spettacolari vi sono l'uccello lira (che emette anche un canto elaborato), il pavone e l'uccello fucile (e in effetti la maggior parte degli altri uccelli del paradiso). L'uccello giardiniere invita le potenziali compagne a ispezionare il suo giardino: un'area appositamente predisposta che contiene una capanna o un viale abbellita con oggetti dai colori sorprendenti. Vengono anche esaminate le complicate danze eseguite dai manachini di Trinidad. Infine, Attenborough osserva le arene nuziali del topi, i cui confini ben definiti sono gelosamente protetti dalle intrusioni dei maschi rivali.

### 12. «Il filo della vita» (Continuing the Line)
Trasmessa il 19 dicembre 1990 (il 22 settembre 1992 in Italia), l'ultima puntata mostra come le specie soddisfano la loro ultima raison d'être e assicurano che i loro geni vengano trasmessi alla generazione successiva. È un problema universale, ma che ha dato origine a tutta una gamma di soluzioni. I cirripedi non possono muoversi, ma ognuno di essi è dotato di cellule sessuali sia maschili che femminili: ciò fa sì che ogni vicino sia un potenziale partner. All'altro lato della scala, la femmina di elefante porta avanti una lunga gravidanza - 22 mesi - e quindi desidera assicurarsi che il suo piccolo sia generato da un maschio forte ed esperto. È quindi molto esigente riguardo alla scelta del partner. La femmina di cincillà lo è ancora di più, e rifiuta un pretendente indesiderato schizzandole un po' di urina in faccia. L'accoppiamento è un'attività pericolosa quando coinvolge specie munite di armi potenzialmente letali, e un maschio di tarantola si avvicina alla compagna con trepidazione. Solo quando riesce a trattenere le sue zanne velenose è in grado di progredire ulteriormente. Per alcune specie, i momenti giusti per accoppiarsi sono pochi e distanziati tra loro: un granchio maschio, per esempio, deve aspettare che una femmina effettui la muta prima di essere in grado di fecondarla. I maschi di leone marino combattono tra loro per il controllo di un harem, e alcuni approfittano di questi scontri per avvicinarsi alle femmine riluttanti. Attenborough osserva che le relazioni monogame come quelle che intercorrono tra gli esseri umani sono rare nel regno animale, ma introduce l'albatro reale come una «meravigliosa» eccezione. La coppia di uccelli filmata si è formata quando i due esemplari avevano cinque anni ed è rimasta unita per vent'anni.
(David Attenborough, in chiusura)

## DVD e libro
La serie è disponibile in Regno Unito per le regioni 2 e 4 in un cofanetto di quattro DVD (BBCDVD1428, pubblicato il 27 settembre 2004), facente parte della serie The Life Collection. Erroneomente intitolato Trials of Life, include come contenuto extra soltanto un documentario di 50 minuti: The Making of The Trials of Life. Nel 2002 la stessa serie era già stata pubblicata in versione ridotta in un cofanetto di tre dischi, con ogni episodio della durata di 35 minuti.
Il libro di accompagnamento, The Trials of Life: A Natural History of Behaviour di David Attenborough (ISBN 0-00-219912-2), venne pubblicato dalla BBC Books il 4 ottobre 1990 e fu uno tra i titoli scelti per il Rhône-Poulenc Prize del 1991. È attualmente fuori stampa.